# Shen Dacheng
|  | No s'ha de confondre amb Shen Dacheng (erudit confucià). |

Shen Dacheng (xinès simplificat: 沈大成) (Xangai 1977 -) és una columnista, editora i escriptora xinesa.

## Biografia
De nom real Xu Xiaoqian (徐晓倩), el seu pseudònim, Shen Dacheng, el va manllevar del nom d'una famosa empresa de pastisseria de la Nanjing Est Road de Xangai.
Es va graduar en gestió industrial a la Universitat de Shanghai i va treballar en màrqueting durant deu anys.

### Carrera literària
Va començar a escriure l'any 2003 durant la pandèmia del SARS, forçada per la situació econòmica de l'empresa on treballava.
Els primers contes els va publicar en el diari "Shanghai Weekly" (上海壹周) on escrivia un conte cada setmana o cada quinze dies. El primer va se un micro-relat de l'any 2005: "Les cendres del temps" (时间的灰), que descriu una petita botiga que ven cendres datades de diferents anys; aquestes cendres han mantingut l'olor del seu any d'origen i la gent que les compra es pot submergir així en l'atmosfera d'una època passada.
Més tard començar una columna (amb històries breus basades en la vida de personatges reals) anomenada 'Strange People' 《奇怪的人》 a la publicació literària Sprout《萌芽》. Uns anys més tard, es va convertir en l'editora del diari, i després es va incorporar com editora de la revista "El món de la ficció" (小说界).
Amb autors com Xiang Siwei, Qiao Mai, Zhou Jianing ha col·laborat en diverses antologies de contes.
El 2017 va publicar la seva primera col·lecció de contes, "Those Who We Remember" (屡次想起的人) i el 2018 va iniciar una columna titulada "Strange Characters" (奇怪的人) a la revista Mengya (萌芽).
"Durant la pandèmia del coronavirus del 2020, un conte seu de l'any 2018, "La noia en una caixa" (盒人小姐), era especialment d'actualitat. La història, està ambientada en una ciutat anònima, en un moment en què apareix un temible virus en constant canvi contra el qual la medicina és impotent. Una part de la població més modesta està sotmesa en els seus moviments diaris a ruixats de desinfectant i anàlisis de sang obligatòries, les persones positives són detingudes i prometen un destí incert; la població més rica, per la seva banda, viu en espècies de closques protectores transparents, implantades al seu cos, que els aïllen del món exterior."
A principis de 2020, va publicar una nova col·lecció, "Els asteroides cauen a la tarda" (小行星掉在下午), que consta de setze contes.